# Marino Bollini
Pour les articles homonymes, voir Bollini.
Marino Bollini (né le 25 février 1933 à Fiorentino et mort le 10 janvier 2020) est un homme politique saint-marinais, Capitaine-régent de Saint-Marin à quatre reprises entre 1979 et 2000.